# Beauvoir-en-Royans
Beauvoir-en-Royans è un comune francese di 76 abitanti situato nel dipartimento dell'Isère della regione dell'Alvernia-Rodano-Alpi.

## Società

### Evoluzione demografica
Abitanti censiti